# 377e division d'infanterie
La  377e division d'infanterie (en allemand : 377. Infanterie-Division ou 377. ID) est une des divisions d'infanterie de l'armée allemande (Wehrmacht) durant la Seconde Guerre mondiale.

## Historique
La 377. Infanterie-Division est formée le 31 mars 1942 dans l'Ouest de la France dans le secteur du Mans avec du personnel des 332., 333., 708., 709. et 715. Infanterie-Division en tant qu'élément de la 19 Welle (19e vague de mobilisation).
En juin 1942, elle est transférée sur le Front de l'Est au sein de la 4. Panzerarmee	dans le Heeresgruppe Sud dans le secteur de Koursk.
Elle est détruite dans les combats à Voronej en février 1943.

## Organisation

### Commandants
| Date                               | Grade           | Commandant      |
| ---------------------------------- | --------------- | --------------- |
| 1er avril 1942 - 15 décembre 1942  | Generalleutnant | Erich Bäßler    |
| 15 décembre 1942 - 29 janvier 1943 | Generalleutnant | Adolf Lechner   |
| 29 janvier 1943 - 25 février 1943  | Generalleutnant | Adolf Sinzinger |

### Officiers d'opérations (Ia)
| Date             | Grade      | Commandant     |
| ---------------- | ---------- | -------------- |
| ? avril 1942 - ? | Major i.G. | Jürgen Schmidt |

## Théâtres d'opérations
- France : Avril 1942 - Juin 1942
- Front de l'Est, secteur Sud : Juin 1942 - Février 1943

## Ordres de bataille
- Grenadier-Regiment 768
- Grenadier-Regiment 769
- Grenadier-Regiment 770
- Artillerie-Regiment 377
  - I. Abteilung
  - II. Abteilung
  - III. Abteilung
  - IV. Abteilung
- Pionier-Bataillon 377
- Panzerjäger-Abteilung 377
- Nachrichten-Abteilung 377
- Versorgungseinheiten 377